# Helléan
Helléan is een gemeente in het Franse departement Morbihan (regio Bretagne) en telt 309 inwoners (2004). De plaats maakt deel uit van het arrondissement Pontivy.

## Geografie
De oppervlakte van Helléan bedraagt 7,9 km², de bevolkingsdichtheid is 39,1 inwoners per km².
De onderstaande kaart toont de ligging van Helléan met de belangrijkste infrastructuur en aangrenzende gemeenten.

## Demografie
Onderstaande figuur toont het verloop van het inwonertal (bron: INSEE-tellingen).

1. ↑  Populations de référence 2022.